# Bárbara Garófalo
Bárbara Garófalo (nacida en agosto de 1992) es una actriz y modelo venezolana.

## Carrera
Garófalo se convirtió en modelo con apenas tres años de edad. En 1999 apareció en la película infantil La Aventura Mágica de Oscar. Ese mismo año actuó en tres telenovelas, Carita Pintada, Hay Amores que Matan y Vive la Pepa. 
Hizo su debut internacional en el año 2001, cuando se trasladó a Colombia para grabar la telenovela Mi pequeña mamá. Esta actuación le abrió el camino para participar en la telenovela de 2002 La Venganza, con gran repercusión en el país cafetero. Más adelante apareció en otras producciones en televisión como Una Maid en Manhattan (2011), Relaciones Peligrosas (2012) y Tierra de Reyes (2015).

## Filmografía
- 2023 -  Juego de mentiras
- 2015 - Tierra de Reyes
- 2012 - Relaciones Peligrosas
- 2011 - Una Maid en Manhattan
- 2011 - Grachi
- 2002 - La Venganza
- 2002 - Mi pequeña mamá
- 2001 - Viva la Pepa
- 2000 - La mágica aventura de Óscar
- 2000 - Hay amores que matan
- 1999 - Carita pintada